# Touch Me, Seiko
『Touch Me, Seiko』（タッチ・ミー・セイコ）は、松田聖子 のカップリング（B面）ベスト・アルバム。1984年3月15日発売。発売元はCBS・ソニー。

## 背景
帯コピー:時間（とき）の経過に輝くこころの波状が見えますか・・・聖子。
シングル盤のB曲からセレクトされた、B面コレクション。アナログ盤、カセットテープ、マスターサウンド盤、CDの各アイテム毎に最新ピンナップが封入されている。B面集として史上初のオリコン1位獲得作。所謂両A面として扱われた楽曲も収録されている（「Eighteen」「SWEET MEMORIES」「蒼いフォトグラフ」）。
プロデューサーの若松宗雄は「新曲を待つファンのみなさんの気持ちを考えて」として「レモネードの夏」などいくつかの例外を除いてシングルのB面をオリジナルアルバムに収録しなかった。このためファンからB面を集めたベストアルバムの要望があり、これに応えたのが本作である。
2006年7月19日に発売された、74枚組CD BOX『Seiko Matsuda』に、デジタル・リマスタリング仕様、かつLPサイズジャケットにリニューアルされて同梱された。リマスター盤の個別販売はない。
2017年1月20日、SACD化（ハイブリッド盤）されて再発売。企画・販売は、2014年以降聖子の初期アルバムを積極的にSACD化してきた株式会社ステレオサウンド。全曲がオリジナル2トラックミックスダウンマスターに遡ってDSDマスタリングされた。

## 収録曲

### LP／CT

#### Side A
1. SWEET MEMORIES　（4:39）
  - 作詞：松本隆／作曲・編曲：大村雅朗

シングル「ガラスの林檎／SWEET MEMORIES」（1983年8月1日）
2. TRUE LOVE ～そっとくちづけて　（3:04）
  - 作詞：三浦徳子／作曲：小田裕一郎／編曲：大村雅朗

シングル「青い珊瑚礁」（1980年7月1日） B面
3. Romance　（3:27）
  - 作詞：松本隆／作曲：平井夏美／編曲：船山基紀

シングル「風立ちぬ」（1981年10月7日） B面
4. 蒼いフォトグラフ　（3:56）
  - 作詞：松本隆／作曲：呉田軽穂／編曲：松任谷正隆

シングル「瞳はダイアモンド／蒼いフォトグラフ」（1983年10月28日）
5. わがままな片想い　（4:03）
  - 作詞：松本隆／作曲・編曲：細野晴臣

シングル「天国のキッス」（1983年4月27日） B面
6. レモネードの夏　（3:30）
  - 作詞：松本隆／作曲：呉田軽穂／編曲：新川博

シングル「渚のバルコニー」（1982年4月21日） B面

#### Side B
1. ボン・ボヤージュ　（4:32）
  - 作詞：松本隆／作曲：呉田軽穂／編曲：松任谷正隆

シングル「Rock'n Rouge」（1984年2月1日） B面
2. レンガの小径　（3:43）
  - 作詞：松本隆／作曲：財津和夫、編曲：大村雅朗

シングル「秘密の花園」（1983年2月3日） B面
3. 制服　（3:34）
  - 作詞：松本隆／作曲：呉田軽穂／編曲：松任谷正隆

シングル「赤いスイートピー」（1982年1月21日） B面
4. Eighteen　（3:19）
  - 作詞：三浦徳子／作曲：平尾昌晃／編曲：信田かずお

シングル「風は秋色／Eighteen」（1980年10月1日）
5. マドラス・チェックの恋人　（3:26）
  - 作詞：松本隆／作曲：呉田軽穂／編曲：松任谷正隆

シングル「小麦色のマーメイド」（1982年7月21日） B面
6. 愛されたいの　（4:26）
  - 作詞：松本隆／作曲：財津和夫／編曲：大村雅朗

シングル「野ばらのエチュード」（1982年10月21日） B面

## 関連作品
- 聖子・fragrance - タイトルが「セイコ」からはじまるベストの第1弾。1980年・1981年の楽曲から選曲されている。
- Seiko・index - シングルA面コレクション・アンド・モア。1980年から1982年1月までの楽曲から選曲されている。
- Seiko・plaza - 「ガラスの林檎／SWEET MEMORIES」までのシングルコレクション。新曲も収録。
- Seiko・Town - アルバム・ナンバーも含めたベストアルバム。1983年から1984年までの楽曲から選曲されている。
- Seiko・Avenue - クリスマス・アルバムや出演映画のサントラ盤収録の楽曲を集めたレア・トラック・コレクション。
- Seiko-Train - 松任谷由実（呉田軽穂）提供の楽曲のみを収録。LP盤とCD盤で選曲が異なる。
- Seiko Box - シングル・アルバムを全60曲収録した4枚組大全集。
- Seiko Monument - 「Marrakech」まで、シングルA面コレクションCD2枚にエキストラ・ディスクが付いた計3枚組。
- Touch Me, Seiko II - 本作の続編。この2作で英詞を除く1980年代の全カップリングが揃う。